# Dassault Systèmes
Dassault Systèmes és un editor de programari especialitzat en disseny 3D, maqueta digital 3D i solucions per a la gestió del cicle de vida del producte (PLM).
Creada el 1981 per informatitzar el disseny d'avions, Dassault Systèmes, basada en la idea de "virtualització del món", ha ampliat la seva activitat en el desenvolupament i comercialització de programari professional per a tots els camps, tant industrials (aeronàutics com de defensa, etc. enginyeria i construcció, energia, béns de consum, etc.) allò referent, entre d'altres, a l'arquitectura o les ciències de la vida.
El 2015, Dassault Systèmes va ser l'editor de programari francès líder en facturació i el segon d'Europa després del SAP alemany.
La companyia té la seu central a Vélizy-Villacoublay, a la part nord del centre tecnològic París-Saclay.